# Massacre de Loughinisland
La massacre de Loughinisland, també coneguda com la massacre de la copa del món, va tenir lloc el 18 de juny de 1994 al petit poble de Loughinisland, al comtat de Down, a Irlanda del Nord. Membres de l'Ulster Volunteer Force (UVF), un grup paramilitar lleialista, van irrompre en un pub amb rifles d'assalt i van disparar contra els clients, matant sis civils i ferint-ne cinc. El pub era freqüentat principalment per catòlics, i aquell dia estava ple de gent que veia com la selecció d'Irlanda jugava contra la d'Itàlia a la Copa del Món de Futbol de 1994. L'UVF va afirmar que l'atac era una represàlia per l'assassinat de tres membres de la seva organització per part de l'Exèrcit Irlandès d'Alliberament Nacional (INLA).
Hi ha va haver denúncies segons les quals els agents o informadors de la policia (Royal Ulster Constabulary, RUC) infiltrats a l'UVF estaven relacionats amb la massacre, i que la policia va protegir aquests agents destruint proves i no realitzant una investigació adequada. A petició de les famílies de les víctimes, l'Ombudsman de la policia nord-irlandesa va investigar els fets, i el 2011 va concloure que hi havia errades importants en la investigació policial, però no hi havia proves de connivència amb l'UVF. No es va investigar el paper dels informadors i l'informe es va titllar de blanqueig. L'informe es va anul·lar, es va substituir l'Ombudsman i es va ordenar una nova investigació.
El 2016, un nou informe de l'Ombudsman Michael Macguire va concloure que hi havia hagut connivència entre la policia i l'UVF, i que la investigació estava esbiaixada pel desig de protegir els informadors, però no va trobar cap prova que la policia tingués el coneixement previ de l'atac. Segons, MacGuire la policia coneixia el nom dels autors vint-i-quatre hores després dels fets, però no va detenir ningú. El 2017 es va estrenar un documental sobre els fets, No Stone Unturned, que va nomenar els principals sospitosos, un dels quals era un soldat britànic, i va afirmar que un dels assassins era un agent policial.